# Диафилм
Диафилм е вид прожекция с диапозитиви на обща кинолента и придружени с надписи, използвано за образователни и развлекателни цели до края на 20 век, когато е заменено от видеомагнетофоните с филми на видеокасети, а по-късно и на DVD. Филмовите ленти са по-евтина алтернатива на теснолентовите филмови проектори, изискващи специализирани умения и са скъпи за поддръжка.
В България те са особено популярни в училищните институции, детските градини, като някои от които все още заменят четенето на глас, като показват филмови картинки от ленти.
Името „Диафильм“ е носило и студио, основано в Москва през 1930 г. с цел създаване и тиражиране на такива филми.

## Характеристика
Диафилмът е последователност от 30 – 50 диапозитива с размер 18 × 24 мм, отпечатана върху фотографска лента от 35 мм позитивен филм. Кадрите на филмовата лента са подредени в определен ред и са придружени от надписи, които превръщат филма в илюстриран разказ. Съществуват и филми без надписи, както и озвучени филми, придружени с магнетофонна ролка със записан текста към кадрите, озвучен с музика. Филмовите ленти най-често използват репродукции на рисунки, специално създадени от художника за тази цел. Снимки се използват много по-рядко, а понякога представляват фотоколажи от няколко изображения в един кадър с текстови коментари. Схемите и графиките са голяма част от кадрите на диафилмите.
Филмовата лента се прожектира през специален проектор, първоначално наричан алоскоп, а по-късно филмоскоп. На български се нарича „диапроектор“ или „диаскоп“. Някои диапроектори също имат допълнителен модул за диафилми. Съществуват и универсални компактни устройства за преглеждане както на диафилми, така и на диапозитиви с ръчна смяна, както и автоматична.

## Производство
Производители на диафилми в България са „ТФСБФД – Студия за аудиовизуални средства – София“ и „Аудиовизуална студия СПЕКТЪР“. В допълнение към детските филмови ленти е създаден широк спектър от образователни филми, включително такива на производствена тематика. Те са били неделима част от българските училища. В миналото е имало широко производство на образователни диафилми (нагледни), към уроците по различните предмети. Смята се, че средно на предмет са произведени около 100-200 различни вида диафилми, като по предметите руски език, история и природните науки има особено завишено производство. В България се произвеждат диафилми от 1950 г. до самият край на режимът и предприятията от социализма, като последният диафилм е произведен 1991 г.
В България са разработвани и произвеждани и диапроектори - „Пионер 01“, „Пионер 02“, „ДП-01“ и т.н.